# Сельское поселение Часцовское
Се́льское поселе́ние Часцо́вское — упразднённое муниципальное образование (сельское поселение) в составе Одинцовского района Московской области. Образовано в 2005 году.
Административный центр — посёлок Часцы.
Глава сельского поселения — Новиков Пётр Михайлович.

## Границы
Границы муниципального образования определяются законом Московской области «О статусе и границах Одинцовского муниципального района и вновь образованных в его составе муниципальных образований», в соответствии с которым сельское поселение Часцовское граничит с:
- городским поселением Голицыно (на юге и юго-востоке)
- городским поселением Кубинка (на западе)
- сельским поселением Никольское (на северо-западе и севере)
- сельским поселением Захаровское (на севере и востоке)

Площадь территории сельского поселения — 7009 га.

## Население
| 2006  | 2007  | 2008  | 2009  | 2010  | 2011  |
| ----- | ----- | ----- | ----- | ----- | ----- |
| 7476  | ↘7363 | ↗7434 | ↗7680 | ↗7844 | ↘7831 |
| 2012  | 2013  | 2014  | 2015  | 2016  | 2017  |
| →7831 | ↘7804 | ↘7761 | ↘7559 | ↘7471 | ↘7357 |
| 2018  | 2019  |       |       |       |       |
| ↗7411 | ↘7254 |       |       |       |       |

## История
Сельское поселение Часцовскоебыло образовано в ходе проведения муниципальной реформы в 2005 году. В него вошли 19 населённых пунктов (11 посёлков, 7 деревень и 1 село) бывшего Часцовского сельского округа.
Первоначальным административным центром поселения стал посёлок Петелинской Птицефабрики. Но в феврале 2009 года он был объёдинен с деревней Часцы в посёлок Часцы, ставший новым административным центром Часцовского сельского поселения.
5 февраля 2019 года упразднено вместе со всеми другими поселениями Одинцовского муниципального района в связи с их объединением с городским округом Звенигорода в Одинцовский городской округ.

## Состав сельского поселения
По состоянию на 2010 год в состав сельского поселения входят 18 населённых пунктов (11 посёлков, 6 деревень и 1 село):
| Вид населённого пункта | Наименование               | Население, (2010) | ОКАТО          |
| ---------------------- | -------------------------- | ----------------- | -------------- |
| деревня                | Богачево                   | 11                | 46 241 864 006 |
| деревня                | Брехово                    | 41                | 46 241 864 007 |
| посёлок                | Ветка Герцена              | 9                 | 46 241 864 005 |
| посёлок                | Гарь-Покровское            | 1565              | 46 241 864 017 |
| посёлок                | Дачный КГБ                 | 23                | 46 241 864 008 |
| посёлок                | дома отдыха «Покровское»   | 249               | 46 241 864 016 |
| деревня                | Ивонино                    | 25                | 46 241 864 003 |
| посёлок                | Луговая                    | 17                | 46 241 864 004 |
| деревня                | Петелино                   | 40                | 46 241 864 010 |
| посёлок                | Покровский Городок         | 749               | 46 241 864 015 |
| посёлок                | Покровское                 | 245               | 46 241 864 013 |
| село                   | Покровское                 | 39                | 46 241 864 014 |
| посёлок                | путевой машинной станции-4 | 499               | 46 241 864 019 |
| деревня                | Раево                      | 11                | 46 241 864 018 |
| посёлок                | Станция Петелино           | 2                 | 46 241 864 011 |
| посёлок                | Станция Сушкинская         | 0                 | 46 241 864 012 |
| деревня                | Татарки                    | 68                | 46 241 864 002 |
| посёлок                | Часцы                      | 4251              | 46 241 864 009 |

## Известные уроженцы
Бузылёв, Сергей Фавстович (1909—1979)  — советский военачальник, генерал-майор авиации. Родился в посёлке Часцы.